# Beli płast
Beli płast (bułg. Бели пласт) – wieś w południowej Bułgarii, w obwodzie Kyrdżali, w gminie Kyrdżali. Według danych Narodowego Instytutu Statystycznego, 31 grudnia 2016 roku wieś liczyła 364 mieszkańców.